# Anotopteridae

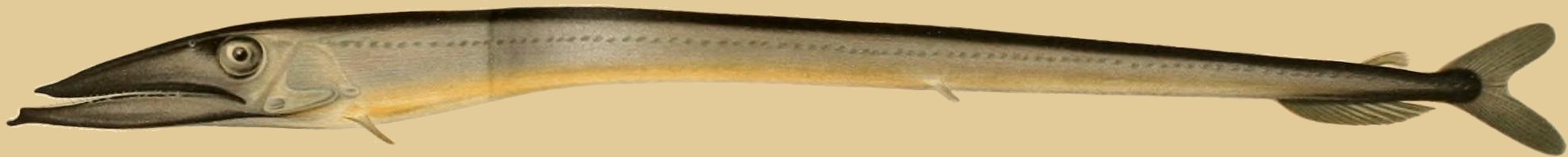
Anotopterus pharao

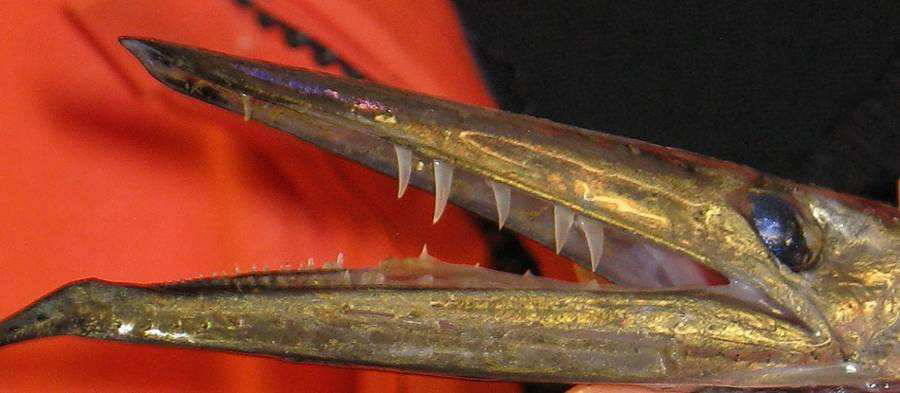
Particolare della bocca di Anotopterus vorax

Gli Anotopteridae sono una famiglia di pesci ossei marini dell'ordine Aulopiformes comprendente tre specie tutte comprese nel genere Anotopterus.

## Distribuzione e habitat
Le tre specie della famiglia sono diffuse alle alte latitudini dell'Oceano Atlantico settentrionale (A. pharao), dell'Oceano pacifico settentrionale  (A. nikparini) e dell'Oceano Antartico (A. vorax). Sono assenti dal mar Mediterraneo.
Sono pesci batipelagici, A. nikparini è stato catturato a profondità da 0 a oltre 2000 metri.

## Descrizione
Questi pesci, abbastanza simili ai Paralepididae presenti anche nel mar Mediterraneo, hanno corpo allungato, bocca molto grande armata di denti sciaboliformi lunghi e acuti, con mascelle appuntite. La pinna dorsale è assente mentre la pinna adiposa è presente e ben sviluppata. Le pinne ventrali sono molto piccole. Le scaglie sono assenti. Non ci sono fotofori.
La taglia può superare il metro, la specie più grande è A. nikparini che può raggiungere il metro e mezzo..

## Tassonomia
Alcuni ittiologi uniscono questa famiglia agli Alepisauridae o ai Paralepididae.

### Specie
- Genere Anotopterus
  - Anotopterus nikparini
  - Anotopterus pharao
  - Anotopterus vorax[3]